# Benjamin Gerritsz. Cuyp

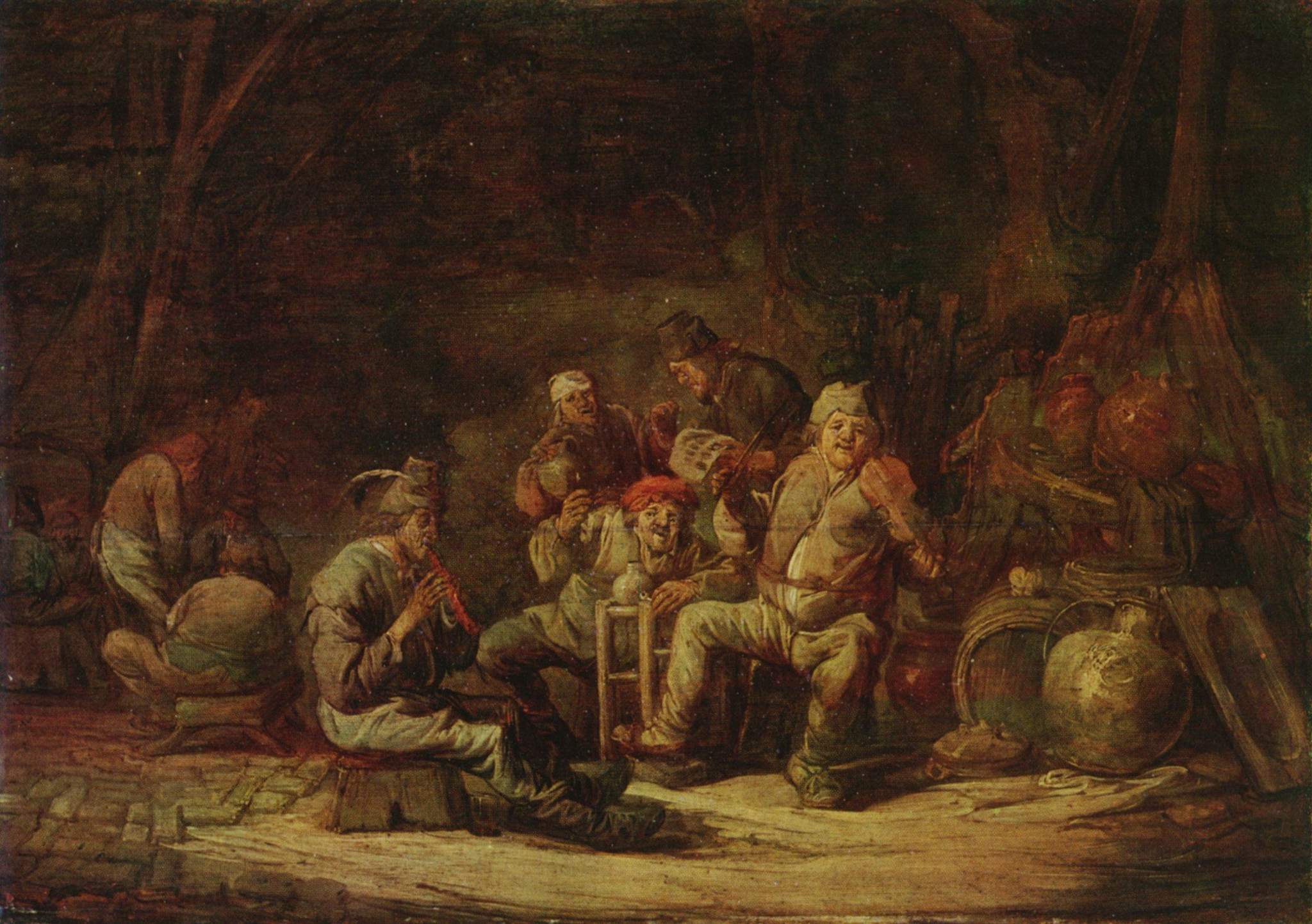
Wieśniacy w gospodzie (ok. 1640)

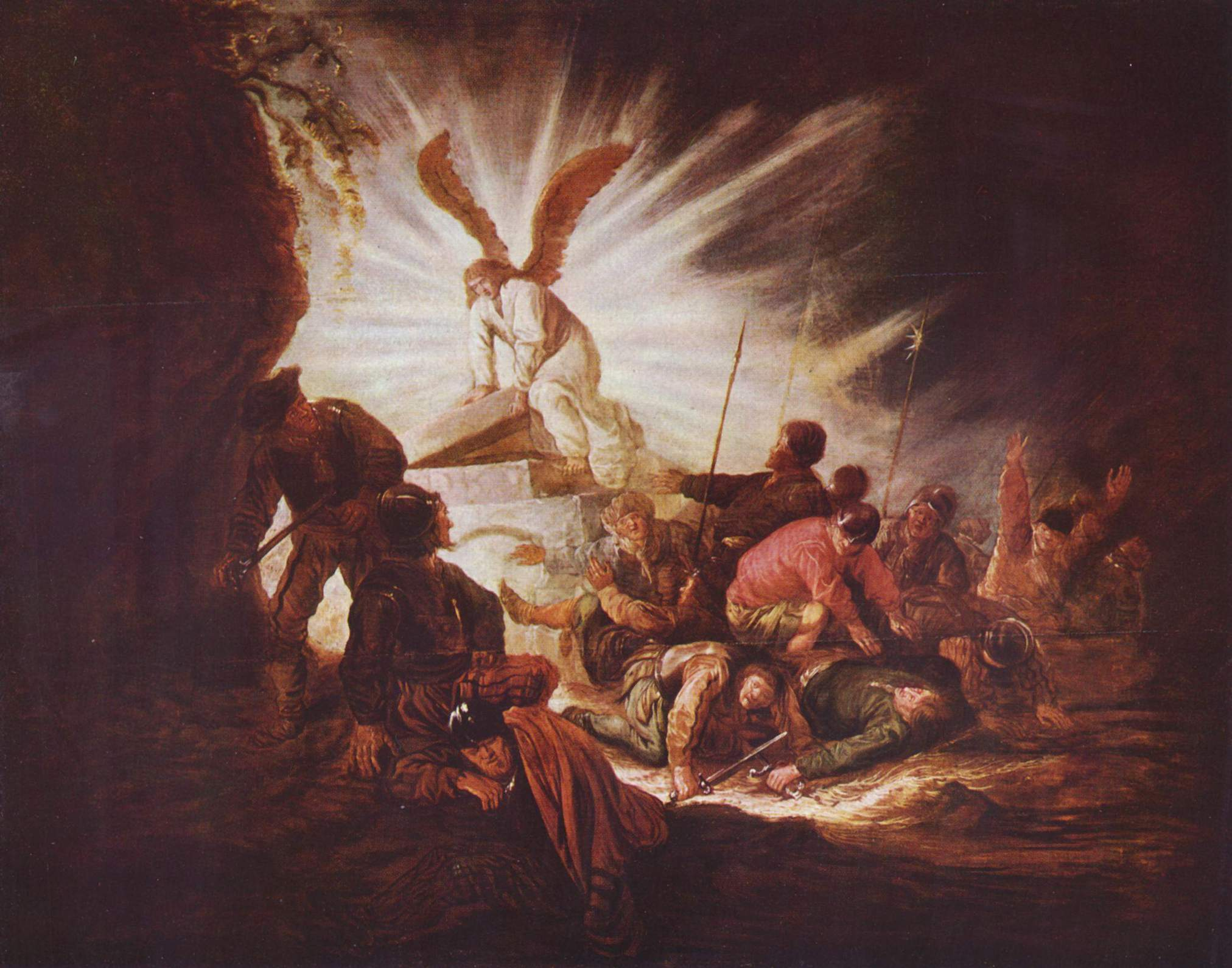
Anioł otwierający grób Chrystusa (ok. 1640)

Benjamin Gerritsz. Cuyp (ur. w 1612 w Dordrechcie, zm. 28 sierpnia 1652 tamże) – holenderski malarz okresu baroku, przyrodni brat Jacoba Gerritsz. Cuypa (1594-1652), wuj Aelberta Cuypa.
Inne wersje nazwiska: Cuijp, Kuyp.
W 1631 został przyjęty do gildii św. Łukasza w Dordrechcie. Malował przede wszystkim sceny biblijne, w których wykorzystywał Rembrandtowski światłocień. Uległ też wpływom Leonaerta Bramera, Adriaena Brouwera i Adriaena van Ostadego. Poza motywami religijnymi malował również obrazy rodzajowe (chłopi i żołnierze) i sceny bitewne.

## Wybrane dzieła
- Adoracja pasterzy – Madryt, Prado,
- Anioł otwierający grób Chrystusa (ok. 1640) – Budapeszt, Muzeum Sztuk Pięknych,
- Bójka – Kolonia, Wallraf-Richartz-Museum,
- Chrystus z Samarytanką, – Płock, Muzeum Diecezjalne,
- Cudowne uwolnienie św. Piotra (ok. 1635) – Warszawa, Muzeum Narodowe,
- Pokłon pasterzy – Berlin, Gemäldegalerie,
- Skrzypek i śpiewak – Drezno – Gemaeldegalerie,
- Święta Rodzina – Berlin, Gemäldegalerie,
- Wartownia – Kolonia, Wallraf-Richartz-Museum,
- Wieśniacy w gospodzie (ok. 1640) – Budapeszt, Muzeum Sztuk Pięknych,
- Wskrzeszenie Łazarza – Berlin, Gemäldegalerie,
- Zaparcie się św. Piotra – Kolonia, Wallraf-Richartz-Museum,